# 澤井敏和
澤井 敏和（さわい としかず、1949年（昭和24年）9月24日 - ）は、日本の政治家。元東京都あきる野市長（1期）、元あきる野市議会議員（3期）。

## 来歴
東京都あきる野市平沢生まれ。秋多町立東秋留小学校卒業（現・あきる野市立東秋留小学校）、秋多町立秋多中学校卒業（現・あきる野市立秋多中学校）、日本大学明誠高等学校、日本大学農獣医学部卒業。1973年（昭和48年）、武蔵野市役所に奉職。
2005年（平成17年）、あきる野市議会議員選挙に初当選。市議時代は議長を歴任した。
2015年（平成27年）8月、あきる野市長選の自民党推薦候補を決める予備選に立候補して大差で勝ち、引退を表明した臼井孝市長の後継候補となった。10月4日に行われた市長選挙では、元自民党市議の村木英幸ら3候補を相手に戦い初当選した。10月15日、市長就任。選挙結果は以下のとおり。
※当日有権者数：66,053人 最終投票率：44.42%（前回比：＋4.07pts）
| 候補者名   | 年齢 | 所属党派 | 新旧別 | 得票数   | 得票率 | 推薦・支持             |
| ---------- | ---- | -------- | ------ | -------- | ------ | ---------------------- |
| 澤井敏和   | 66   | 無所属   | 新     | 12,169票 | 42.93% | （推薦）自民党・公明党 |
| 村木英幸   | 58   | 無所属   | 新     | 11,955票 | 42.17% |                        |
| 松本由紀子 | 64   | 無所属   | 新     | 3,829票  | 13.51% | （推薦）日本共産党     |
| 立沢晴美   | 47   | 無所属   | 新     | 393票    | 1.39%  |                        |

2019年（令和元年）の市長選では、自民党・公明党・連合東京の推薦を受けて組織戦を展開するも、前市議の村木英幸に88票差で敗れ落選した。
※当日有権者数：66,762人 最終投票率：41.78%（前回比：-2.64pts）
| 候補者名 | 年齢 | 所属党派 | 新旧別 | 得票数   | 得票率 | 推薦・支持                       |
| -------- | ---- | -------- | ------ | -------- | ------ | -------------------------------- |
| 村木英幸 | 62   | 無所属   | 新     | 13,786票 | 50.16% |                                  |
| 澤井敏和 | 70   | 無所属   | 現     | 13,698票 | 49.84% | （推薦）自民党・公明党・連合東京 |

2024年（令和6年）11月の秋の叙勲において、旭日双光章を受章した。